# Френско психоаналитично общество
Френското психоаналитично общество (на френски: Société Française de Psychanalyse) (ФПО) е френско психоаналитично професионално тяло създадено през 1953 г. като един от основателите е Жак Лакан.
В началото на 50-те е време на нарастващи разногласия вътре в Парижкото психоаналитично общество, което е член на Международната психоаналитична асоциация. Спорът се центрира около президента Саха Нахт и вицепрезидента Лакан и фокусната точка на Лакановата практика на „кратки сесии“. През януари 1953 г. Лакан става президент на организацията, но през юни същата година след продължаващи разногласия и вот на недоверие петима членове напускат обществото. Една от причините за такъв ход са с целта да лишат новата група от членство в МПА. Тези петима са Лакан, Долто, Лагаш, Фав-Бутоние и Ревершон-Жув. Те формират нова група Френско психоаналитично общество и търсят присъединяване към МПА.
По-късно Лакан напуска обществото и създава своя собствена школа наречена École Freudienne de Paris през юни 1964 г.